# Andrej Karpacz
Andrej Siarhiejewicz Karpacz (biał. Андрэй Сяргеевіч Карпач; ur. 6 czerwca 1994) – białoruski zapaśnik walczący w stylu wolnym. Zajął szesnaste miejsce na mistrzostwach świata w 2023 roku.

Brązowy medalista mistrzostw Europy w 2018. Wicemistrz mistrzostw świata wojskowych w 2017 i brązowy w 2016. Piąty na igrzyskach wojskowych w 2015 i dziewiąty w 2019. Trzeci na ME U-23 w 2015 roku.